# Загорянське газоконденсатне родовище
Загорянське газоконденсатне родовище — належить до Талалаївсько-Рибальського нафтогазоносного району Східного нафтогазоносного регіону України.

## Опис
Розташоване в Сумській та Полтавській областях на відстані 30 км від м. Охтирка.
Знаходиться в центральній частині півн. прибортової зони Дніпровсько-Донецької западини, де
Входить до складу Яркинсько-Загорянської групи структур.
Структура виявлена в 1978 р. У нижньовізейсько-турнейському комплексі виявлені Яркинське склепіння, Загорянський та Шенгаріївський блоки, які є частинами структурного виступу, розчленованого скидами. Яркинське склепіння простежується у розрізі від турнейських до пермських відкладів, його розміри 3,5х1,5 м, амплітуда 70 м. Встановлена продуктивність візейських і турнейських відкладів.
Поклад масивно-пластового типу, пов'язаний з склепінчастою, тектонічно екранованою пасткою. Передбачався газовий режим Покладів. Запаси початкові видобувні категорій А+В+С1 — 1550 млн. м³ газу; конденсату — 65 тис. т.